# اتفاقية جدة 2007
اتفاقية جدة 2007 هي اتفاقية حدودية بحرية بين المملكة العربية السعودية والمملكة الأردنية الهاشمية وقعت في جدة عام 2007، لتحديد الحدود البحرية مع البلدين في خليج العقبة.

## الاتفاقية
وقعت السعودية والأردن اتفاقية تعيين الحدود البحرية في خليج العقبة والخريطة المرافقة لها في 16 ديسمبر 2007، ووقع الاتفاقية من الجانب السعودي الأمير نايف بن عبد العزيز وزير الداخلية، وووقعها من الجانب الأردني وزير الداخلية عبد العزيز الفايز. الاتفاقية كانت استكمالًا لاتفاقية عمان 1965.